# NK Jakšić
NK Jakšić hrvatski je nogometni klub iz Jakšića.
Trenutačno se natječe u Međužupanijskoj nogometnoj ligi Slavonski Brod – Požega, a prošle sezone je bio član 1. ŽNL Požeško-slavonske. 

## Povijest

### Prva utakmica
Prva nogometna utakmica u Jakšiću odigrana je u mjesecu rujnu 1932.godine na "Faublovoj livadi", današnji stadion Jajare. Susret je odigran između ŠK Radnika iz Jakšića i ŠK Zemljoradnika iz Treštanovaca, a rezultat je bio 4:2 za Zemljoradnik. Oprema igrača iz Jakšića se sastojala od bijelih košulja, platnenih gaća i cepela sa šuneglima i potkovicama. ŠK Radnik Jakšić igrao je u sljedećem sastavu: Petar Obst – golman, Ćutimir Glavaš – desni bek, Petar Glavaš – lijevi bek, Jozef Pelan – centarhalf, Antun Čiček – desni half, Josip Svoboda – lijevi half, Ludvig Rek – centarfor, Ivan Dinjaški – desna spojka, Ferdo Šulc lijeva spojka, Stjepan Doboš – desno krilo, Đuro Jozanović – lijevo krilo. 
Nakon ove utakmice sve do 2.Svjetskog rata uslijedile su prijateljske s ekipama iz okolnih sela jer nije postojalo organizirano natjecanje.

### Nakon 2.Svjetskog rata
Po završetku 2.Svjetskog rata u Jakšiću se nastavio igrati nogomet na raznim igralištima oko sela(Jajare, Pljovare, Čaire – Tuk), a igralo se vikendima, praznicima i za "kirvaje". Intenzivnije i redovitije nogometne utakmice igraju se od 1952.godine, uređenjem nogometnog igrališta u centru sela, ispred Vatrogasnog doma. Godine 1953. rukovodstvo nogometnog kluba u suradnji s Općinom nabavilo je nove prugaste dresove(bijelo-smeđe), štucne i kostobrane.    

### Službena natjecanja
U proljeće 1960. nogometno igralište zbog izgradnje nove školske zgrade seli u Jajare, gdje je i danas. Od jeseni 1960. formira se Kotarska nogometna liga u kojoj se održavaju službena natjecanja s registriranim igračima. Pred početak natjecateljske sezone NK Mladost mijenja ima u NK Kamen Jakšić.
Nogometna sezona 1960./61. odigrala se u nekoliko grupa. NK Kamen Jakšić nalazio se u grupi s NK Klas Turnić, NK Zvečevo Slavonska Požega i NK Sloga Slavonska Požega, a prvenstvo je završio na prvom mjestu s 10bodova te se plasirao u jedinstvenu Kotorsku ligu.
Na skupštini, 21.3.1963. mijenja se ime kluba iz NK Kamen u NK Partizan Jakšić.
U sezoni 1963./64. NK Partizan iz Jakšića osvojio je prvo mjesto u 2.Podsaveznoj ligi Slavonska Požega te izborio izravan plasman u 1.Podsaveznu ligu Sl. Požega.
Nogometna sezona 1964./65. je jedna od najuspješnijih u povijesti kluba. NK Partizan Jakšić sezonu je započeo utakmicama Jugokupa. Prvo su u Jakšiću, 12.7.1964. razbili zonaša Slavoniju iz Požege rezultatom 4:0, a zatim su u Pleternici, 19.7.1964. pobijedili Slaviju 2:3 te se plasirali u finale Jugokupa za područje Slavonske Požege. U finalu su izgubili od ekipe Zvečeva 4:2. NK Partizan Jakšić osvojio je nogometno prvenstvo Podsaveza Slavonska Požega s 33boda te izborio kvalifikacije za Slavonsku zonu koje nije prošao. 
Sljedeće sezone 1965./66. seniori NK Partizna iz Jakšića osvajaju drugo mjesto u Podsaveznoj ligi Slavonska Požega s 35bodova, jedan manje od prvaka Slavije iz Pleternice.
NK Partizna nakon pet godina ponovno postaje prvak Podsavezne lige Slavonska Požega u sezoni 1969./70. te se izravno plasiraju u Međupodsaveznu ligu Slavonska Požega – Nova Gradiška.
U sezoni 1971./72. NK Partizna Jakšić nastupao je u finalu Kupa Saveza područja Slavonska Požega protiv zonaša NK Slavonije iz Slavonske Požege te izgubio 6:0.
Na kraju jesenskog dijela prvenstva sezone 1973./74. Jakšićani su osvojili prvo mjesto uz samo jedan poraz, od NK Papuka iz Velike. U proljeće, točnije 31.3.1974. na redovnoj skupštini kluba, NK Partizan mijenja ime u NK Jakšić. U drugom kolu proljetnog dijela sezone NK Jakšić pobjeđuje NK Papuk rezultatom 4:1, ali na kraju prvenstvo završavaju na 2.mjestu.
Slijede dvije jako uspješne sezone. U sezoni 1974./75. NK Jakšić je u konkurenciji 14 klubova osvojio prvo mjesto u Ligi nogometnog saveza područja Slavonska Požega s 43 boda, jedan više od drugoplasirane Zvijezde iz Kaptola. Da bi se poboljšali uvjeti igranja i rada, tijekom ljeta 1975. postavljena je ograda oko igrališta te su izgrađene i uređene svlačionice.   
Sljedeće sezone(1975./76.) Jakšić je ponovno osvojio naslov. U posljednjem kolu prvenstva drugoplasirani Jakšić, kojem je trebala pobjeda kako bi osvoji naslov,  ugostio je prvoplasiranu Slaviju iz Pleternici. NK Jakšić je te nedjelje 13.6.1976.(Sv. Antun, kirvaj u Jakšiću) na Jajarama pred oko 3000 gledatelja pobijedi NK Slaviju s rezultatom 6:1. Poslije osvajanja prvog mjesta uslijedile su kvalifikacije za Slavonsku nogometnu zonu u kojima se nismo uspjeli kvalificirati.
Prvo tuširanje na Jajarame u novouređenim prostorijama "odrađeno" je 22.3.1978. poslije poraza(1:4) u kup-utakmici od  NK Lastavice iz Grabovca u Baranji. Tog proljeća, 26.5.1978. započela je suradnja s NK Ivo Andrić iz Obertshausena u Njemačkoj koju je potaknuo Josip Širholc.
Na kraju sezone 1979./80. NK Jakšić je zauzeo drugo mjesto u Općinskoj nogometnoj ligi Slavonska Požega s 2 boda manje od prvaka NK Papuka iz Velike.U Jakšiću je 3.5.1981. započelo generalno uređenje nogometnog terena pa je Nk Jakšić preostale domaćinske utakmice odigrao u Rajsavcu. Sezonu 1980./81. Jakšić je završio na drugom mjestu i osigurao izravan plasman u Posavsku skupinu – Zapad, Slavonski Brod. Natjecateljsku sezonu(1981./.82) u višem rangu NK Jakšić je započeo s igralištem na kojem nisu dovršeni radovi te nisu stvoreni uvjeti za igranje. Zbog toga su sve utakmice jesenskog dijela natjecanja igrane izvan Jakšića točnije u Kutjevu, Vidovcima, Slavonskoj Požegi. Prva sezona u višem rangu završena je na solidnom 7. mjestu u konkurenciji 14 klubova.

### 50 godina nogometa
Vrlo značajan događaj za NK Jakšić zbio se 12.10.1982. kada je Dinamo Zagreb, kao prvak Jugoslavije, gostovao na Jajarama kako bi uveličao proslavu 50 godina nogometa u Jakšiću. Dinamo Zagreb došao je s prvim sastavom i pobijedi 11:1, tom prilikom od aktivnog igranja nogometa oprostili su se Vinko Pečur i Ivan Šulc.
Svečana skupština povodom 50 godina nogometa u Jakšiću održana je 18.12.1982. u Vatrogasnom domu. Na svečanoj sjednici bili su prisutni jedini živi sudionici prve nogometne utakmice Ćutko Glavaš i Stjepan Doboš te Ivo Šušak kao predstavnik Dinamo Zagreb. Za zasluge u višegodišnjem radu NK Jakšića plaketu su dobili: Nedjeljko Karan, Ivica Šulc, Drago Janković, Vinko Hajzler, Vladimir Čiček.
U slavljeničkoj sezoni Jakšić je još jednom ugostio Dinamo Zagreb, ali ovaj puta mladu ekipu s nekoliko prvotimaca. Utakmica je odigrana 13.6.1983. na Sv. Antuna(kirvaj u Jakšiću) pred oko 3000 gledatelja, domaćin je poražen 5:0.

### Predratne sezone
Na kraju sezone 1983./84. NK Jakšić je ispao iz Posavske skupine – Zapad u Ligu nogometnog saveza područja Slavonska Požega. U sezoni 1985./86. NK Jakšić je osvojio drugo mjesto u Ligi nogometnog saveza područja Slavonska Požega i izborio kvalifikacije za Međuopćinsku nogometnu ligu – Jug (Slavonska Požega – Slavonski Brod) – MNL. Kroz kvalifikacije izboren je plasman u viši rang natjecanja. Nakon jedne sezone u višem rangu, Međuopćinskoj nogometnoj ligi – Jug, NK Jakšić se zbog reorganizacije sustava natjecanja vratio u Općinske okvire natjecanja.
Na početku sezone 1987./88., točnije 22. 9. 1987., u Jakšiću je ponovno gostovao Dinamo Zagreb s legendarnim trenerom Miroslavom Ćirom Blaževićem. Te sezone NK Jakšić postao je prvak Općinske nogometne lige Slavonka Požega i ponovno se vratio u viši rang natjecanja, Međuopćinsku nogometnu ligu – Jug Slavonski Brod.     
NK Jakšić se ne nije snašao u višem rangu natjecanja te se kao posljednji na tablici vratio u Ligu nogometnog saveza područaja Slav. Požega. NK Jakšić je kao drugoplasirani, jedan bod iza prvaka NK BSK Buk, u Ligi NS područja Sl.Požega ponovno izborio izravan ulazak u viši rang natjecanja, Međuopćinsku nogometnu ligu – Jug, Slavonski Brod.

### Natjecanja u RH
Sezona 1990./91. ostat će upamćena po višednevnim pripremama koje su održane na Zvečevu tijekom veljače 19991.
U jesen 1991. Domovinski rat se proširio i na naše područje, a mnogi članovi kluba su se priključili vojnim postrojbama. Prvu utakmicu u Republici Hrvatskoj NK Jakšić je odigrao 12.4..1992. u Vetovu protiv NK Kamena i pobijedio 3:4. Sve do jeseni 1993. nije postojalo nikakvo službeno natjecanje pa su klubovi igrali prijateljske utakmice i razna neslužbena natjecanja. Pred početak prvog službenog natjecanja, 28.8.1993. odigrana je humanitarna utakmica za obitelji poginulih branitelja između veterana NK Croatia Zagreb i NK Jakšić. 
NK Jakšić je u sezoni 1996./97. pod vodstvom trenera Dine Gurdona uvjerljivo osvojio prvo mjesto u 1. ŽNL Požeško-slavonska koja je tada obuhvaćala i klubove s našičkog područja te se plasirao u 3. HNL – Istok, Slavonski Bod -Požega. Sezonu u 3. HNL – Istok NK Jakšić je završio odlično, kao 4. na tablici u konkurenciji šesnaest klubova, ali je na kraju ispao zbog reorganizacije natjecanja. Na kraju ove sezone u Jakšiću je gostovala nogometna ekipa Vlade RH.

### 70 godina nogometa
Na Jajaram je 7. svibnja 2002. gostovao prvak 1. HNL NK Zagreb povodom 70 godina igranja nogometa u Jakšiću. NK Zagreb je zaigrao s prvom momčadi i pobijedio 6:1, jedini gol za Jakšić postigao je Ivan Murar. Slavljeničku je sezonu NK Jakšić završio na 9. mjestu.

### Rezultatski pad
Uslijedile su loše godine jakšićkog nogometa. Treneri su se mijenjali svake sezone, klub je sezone završavao u donjem dijelu tablice da bi na kraju u sezoni 2005./06. kao posljednje plasirani s 14 bodova ispao u 2. ŽNL Požeško-slavonske. Nakon dvije osrednje sezone, NK Jakšić je u sezoni 2008./09. po dolasku trenera Gorana Vrgoča napokon osvojio prvo mjesto u 2. ŽNL Požeško-slavonske i ostvario izravan plasman u 1. ŽNL Požeško-slavonska. U sezonu 2009./10. NK Jakšić je ušao dobro pripremljen te je jesenski dio prvenstva završio na prvome mjestu, ali na kraju sezone zauzeo je tek 7. mjesto. Uslijedile su dvije osrednje sezone, 2010./11. na 9. mjestu i 2011./12. na 7. mjestu u konkurenciji šesnaest klubova. Sezonu 2012./13. NK Jakšić je završio na 12. mjestu u konkurenciji četrnaest klubova, ali je zbog reorganizacije sustava natjecanja ispao u 2. ŽNL Požeško-slavonsku.

### Domaća ekipa
U ljeto 2014. predsjednik kluba postao je Tomislav Obst te je odmah za trenera doveo Dinu Gurdona. Uprava je odlučila momčad graditi na domaćim igračima, uglavnom juniorima, pa su rezultati u prvoj sezoni u 2. ŽNL izostali. 
Sezonu 2014./15. igrači nisu najbolje počeli te su jesenski dio prvenstva završili na 2. mjestu s četiri boda zaostatka za vodećim NK Omladincem iz Čaglina. Na kraju je Jakšić osvojio prvo mjesto u prvenstvu sa šest bodova prednosti nad NK Dinamom iz Rajsavaca i NK Omladincem iz Čaglina te tako osigurao izravan plasman u 1. ŽNL Požeško-slavonska. Te sezone NK Jakšić je nakon 38 godine izborio finale Županijskog kupa. Redom su padali NK Jovača Marino Selo (3. ŽNL), NK Mladost Pavlovci (1. ŽNL), NK Tim osvježenje Kuzmica (1. ŽNL), NK Lipa Stara Lipa (1. ŽNL), NK Lipik (3. ŽNL) te u polufinalu u Pakracu NK Hajduk član 4. HNL – Istok. U finalu su se igrali dvije utakmice protiv NK Slavonije iz Požege člana 3. HNL – Istok. Prva se utakmica igrala na Jajarama pred oko 400 gledatelja, a NK Jakšić je poražen 1:7. U drugoj utakmici, u Požegi, NK Jakšić je ponovno poražen, ali ovaj puta 3:1.

## Imena kroz povijest
| 1932 – 1945             | ŠK Radnik   |
| 1945 – 1960.(jesen)     | NK Mladost  |
| 1960 – 21.3.1963.       | NK Kamen    |
| 21.3.1963. – 31.3.1974. | NK Partizan |
| 31.3.1974. –            | NK Jakšić   |

## Stadion
Od 1960. godine NK Jakšić svoje domaće utakmice igra na igralištu Jajare čije su dimenzije 100 x 66 metara. Do jeseni 1960. utakmice je igrao na igralištu ispred Vatrogasnog doma, ali ono se moralo napustiti zbog izgradnje nove zgrade Osnovne škole.
NK Jakšić je 1965. igrao kvalifikacije za Slavonsku zonu pa je napravljena improvizirana ograda oko igrališta od željezničkih šina i žice. Izgradnja prvih svlačionica započela je 1970., a završena je tek u proljeće 1975. te godine je postavljena i nova ograda oko igrališta. Svečano otvorenja organizirano je 17.8.1975., a gostovao je NK Borac iz Podvinja. U jesen 1976. pored svlačionica svlačionica izgrađena je prostorija za sastanke, klupski kafić i WC.
9.5.1981. započela je rekonstrukcija travnjaka. Uklonjena je zapadna ograda te je travnjak preoran i proširen za 10m. Zapadna zemljana tribina je izgrađena 1.7.1986. za vrijeme kopanja kanala Vetovčanke. Sustav za zalijevanje travnjaka postavljen je 1988., a te godine je i asfaltiran prostor ispred svlačionica. Igralište za tenis službeno je otvoreno 8.7.1995., a rasvjeta je postavljena 14.7 iste godine.
U kolovozu 2000. započela je izgradnja betonske zapadne tribine, a završena je u rujnu postavljanjem krova. Tako je Jakšić dobio čvrstu tribinu s 400 sjedećih mjesta od toga 200 natkrivenih. 2004. izgrađena je društvena prostorija s terasom, a 2006. je na glavnom travnjaku postavljena rasvjeta. U kolovozu 2009. izgrađena je zemljana južna tribina te je asfaltiran prilazni put do klupskih prostorija. Pomoćni teren, manjih dimenzije izgrađen je 2013. godine.

## Učinak u prvenstvima

### Prvenstva uJugoslaviji1946. – 1991.
| Sezona    | Liga                                                   | Broj momčadi | Plasman | Uk | Pob | Ner | Por | G+  | G- | Bod |
| --------- | ------------------------------------------------------ | ------------ | ------- | -- | --- | --- | --- | --- | -- | --- |
| 1961./62. | Podsavezna nogometna liga Slavonska Požega             | 10           | 6.      | 18 | 7   | 4   | 7   | 26  | 24 | 18  |
| 1962./63. | Podsavezna nogometna liga Slavonska Požega             |              |         |    |     |     |     |     |    |     |
| 1963./64. | Grupno prvenstvo nogometnog podsaveza Slavonska Požega | 5            | 1.      |    |     |     |     |     |    |     |
| 1964./65. | Podsavezna nogometna liga Slavonska Požega             | 11           | 1.      | 20 | 15  | 2   | 3   | 65  | 17 | 33  |
| 1965./66. | Podsavezna nogometna liga Slavonska Požega             | 12           | 2.      | 22 | 15  | 5   | 2   | 59  | 21 | 35  |
| 1966./67. | Podsavezna nogometna liga Slavonska Požega             | 10           | 6.      |    |     |     |     |     |    |     |
| 1967./68. | Podsavezna nogometna liga Slavonska Požega             | 8            | 4.      | 14 | 6   | 2   | 6   | 23  | 26 | 14  |
| 1968./69. | Podsavezna nogometna liga Slavonska Požega             | 7            | 4.      | 12 | 5   | 2   | 5   | 27  | 30 | 12  |
| 1969./70. | Podsavezna nogometna liga Slavonska Požega             | 8            | 1.      | 14 | 12  | 1   | 1   | 67  | 18 | 25  |
| 1970./71. | Liga saveza područja Slavonska Požega                  | 10           | 4.      |    |     |     |     |     |    |     |
| 1971./72. | Liga saveza područja Slavonska Požega                  | 10           | 6.      |    |     |     |     |     |    |     |
| 1972./73. | Liga saveza područja Slavonska Požega                  | 10           | 3.      | 18 | 11  | 2   | 5   | 43  | 28 | 24  |
| 1973./74. | Liga saveza područja Slavonska Požega                  | 12           | 2.      | 22 | 13  | 3   | 6   | 56  | 27 | 29  |
| 1974./75. | Liga saveza područja Slavonska Požega                  | 14           | 1.      | 26 | 20  | 3   | 3   | 98  | 38 | 43  |
| 1975./76. | Liga saveza područja Slavonska Požega                  | 14           | 1.      | 26 | 19  | 3   | 4   | 109 | 36 | 40  |
| 1976./77. | Općinska nogometna liga Slavonska Požega               | 12           | 2.      | 22 | 14  | 2   | 6   | 85  | 43 | 30  |
| 1977./78. | Općinska nogometna liga Slavonska Požega               | 14           | 3.      | 26 | 15  | 2   | 9   | 58  | 44 | 32  |
| 1978./79. | Općinska nogometna liga Slavonska Požega               | 14           | 9.      | 26 | 8   | 9   | 9   | 43  | 44 | 25  |
| 1979./80. | Općinska nogometna liga Slavonska Požega               | 14           | 2.      | 26 | 17  | 5   | 4   | 76  | 25 | 39  |
| 1980./81. | Općinska nogometna liga Slavonska Požega               | 14           | 2.      | 28 | 19  | 6   | 3   | 68  | 28 | 44  |
| 1981./82. | Slavonska nogometna zona Posavska skupina zapad        | 14           | 7.      | 26 | 10  | 5   | 11  | 35  | 49 | 25  |
| 1982./83. | Slavonska nogometna zona Posavska skupina zapad        | 14           | 10.     |    |     |     |     |     |    |     |
| 1983./84. | Međuopćinska nogometna liga – Jug                      | 13           | 12      | 24 | 8   | 2   | 14  | 39  | 42 | 18  |
| 1984./85. | Općinska nogometna liga Slavonska Požega               | 12           | 3.      | 22 | 11  | 7   | 4   | 45  | 26 | 29  |
| 1985./86. | Općinska nogometna liga Slavonska Požega               | 12           | 2.      | 22 | 11  | 9   | 2   | 44  | 25 | 31  |
| 1986./87. | Međuopćinska nogometna liga – Jug                      | 14           | 11.     | 26 | 6   | 8   | 12  | 38  | 44 | 20  |
| 1987./88. | Općinska nogometna liga Slavonska Požega               | 14           | 1.      | 26 | 17  | 6   | 3   | 76  | 26 | 40  |
| 1988./89. | Međuopćinska nogometna liga – Jug                      | 14           | 14.     | 26 | 5   | 2   | 19  | 31  | 68 | 10  |
| 1989./90. | Općinska nogometna liga Slavonska Požega               | 14           | 2.      | 26 | 19  | 1   | 6   | 55  | 23 | 39  |
| 1990./91. | Međuopćinska nogometna liga – Jug                      | 14           | 5.      | 26 | 14  | 3   | 9   | 52  | 47 | 31  |

### Prvenstva uHrvatskojod 1992.
| Sezona                      | Razred | Liga                                                  | Broj momčadi | Plasman | Uk | Pob | Ner | Por | G+  | G- | Bod |
| --------------------------- | ------ | ----------------------------------------------------- | ------------ | ------- | -- | --- | --- | --- | --- | -- | --- |
| 1992./93.                   | V      | 5. HNL – Jug                                          | 8            | 5.      | 14 | 5   | 4   | 5   | 16  | 24 | 14  |
| 1993./94.                   | V      | 5. HNL – Jug                                          | 14           | 7.      |    |     |     |     |     |    |     |
| 1994./95. (Požega – Našice) | IV     | 4. HNL – Zapad                                        | 16           | 10.     | 30 | 11  | 7   | 12  | 35  | 36 | 40  |
| 1995./96. (Požega – Našice) | V      | 1. ŽNL Požeško-slavonska                              | 16           | 11.     | 30 | 13  | 3   | 14  | 62  | 54 | 42  |
| 1996./97. (Požega – Našice) | V      | 1. ŽNL Požeško-slavonska                              | 14           | 1.      | 26 | 20  | 2   | 4   | 80  | 26 | 62  |
| 1997./98.                   | III    | 3. HNL – Istok, skupina S. Brod – Požega              | 16           | 4.      | 30 | 15  | 7   | 8   | 56  | 39 | 52  |
| 1998./99.                   | IV     | 1. ŽNL Požeško-slavonska                              | 14           | 2.      | 26 | 17  | 5   | 4   | 72  | 39 | 55  |
| 1999./00.                   | IV     | 1. ŽNL Požeško-slavonska                              | 16           | 7.      | 30 | 14  | 5   | 11  | 60  | 50 | 47  |
| 2000./01.                   | IV     | 1. ŽNL Požeško-slavonska                              | 14           | 10.     | 6  | 6   | 7   | 13  | 52  | 73 | 25  |
| 2001./02.                   | IV     | 1. ŽNL Požeško-slavonska                              | 14           | 9.      | 26 | 9   | 4   | 13  | 55  | 75 | 31  |
| 2002./03.                   | IV     | 1. ŽNL Požeško-slavonska                              | 14           | 9.      | 26 | 10  | 6   | 10  | 41  | 49 | 36  |
| 2003./04.                   | IV     | 1. ŽNL Požeško-slavonska                              | 14           | 10.     | 26 | 9   | 5   | 12  | 49  | 77 | 32  |
| 2004./05.                   | IV     | 1. ŽNL Požeško-slavonska                              | 16           | 11.     | 30 | 10  | 6   | 14  | 58  | 74 | 36  |
| 2005./06.                   | IV     | 1. ŽNL Požeško-slavonska                              | 16           | 16.     | 30 | 4   | 2   | 24  | 34  | 95 | 14  |
| 2006./07.                   | VI     | 2. ŽNL Požeško-slavonska                              | 14           | 7.      | 26 | 14  | 3   | 9   | 62  | 55 | 45  |
| 2007./08.'                  | VI     | 2. ŽNL Požeško-slavonska                              | 15           | 5.      | 28 | 16  | 4   | 8   | 83  | 36 | 52  |
| 2008./09.                   | VI     | 2. ŽNL Požeško-slavonska                              | 15           | 1.      | 28 | 22  | 2   | 4   | 105 | 24 | 68  |
| 2009./10.                   | V      | 1. ŽNL Požeško-slavonska                              | 14           | 7.      | 26 | 12  | 2   | 12  | 65  | 68 | 38  |
| 2010./11.                   | V      | 1. ŽNL Požeško-slavonska                              | 14           | 9.      | 25 | 10  | 3   | 12  | 56  | 62 | 33  |
| 2011./12.                   | IV     | 1. ŽNL Požeško-slavonska                              | 16           | 7.      | 30 | 12  | 5   | 13  | 59  | 61 | 41  |
| 2012./13.                   | IV     | 1. ŽNL Požeško-slavonska                              | 14           | 12.     | 26 | 7   | 7   | 12  | 36  | 57 | 28  |
| 2013./14.                   | V      | 2. ŽNL Požeško-slavonska                              | 10           | 6.      | 18 | 8   | 0   | 10  | 28  | 40 | 24  |
| 2014./15.                   | VI     | 2. ŽNL Požeško-slavonska                              | 10           | 1.      | 17 | 11  | 2   | 4   | 40  | 21 | 35  |
| 2015./16.                   | V      | 1. ŽNL Požeško-slavonska                              | 12           | 6.      | 22 | 7   | 6   | 9   | 37  | 33 | 27  |
| 2016./17                    | V      | 1. ŽNL Požeško-slavonska                              | 12           | 8.      | 22 | 7   | 6   | 9   | 31  | 40 | 27  |
| 2017./18.                   | V      | 1. ŽNL Požeško-slavonska                              | 12           | 10.     | 22 | 7   | 5   | 10  | 37  | 34 | 26  |
| 2018./19.                   | V      | 1. ŽNL Požeško-slavonska                              | 11           | 5.      | 20 | 11  | 2   | 7   | 47  | 36 | 35  |
| 2019./20.                   | IV     | Međužupanijska nogometna liga Slavonski Brod – Požega | 14           | 13.     | 14 | 3   | 3   | 8   | 18  | 37 | 12  |
| 2020./21.                   | IV     | Međužupanijska nogometna liga Slavonski Brod – Požega | 14           | 11.     | 26 | 7   | 6   | 13  | 43  | 58 | 27  |
| 2021./22.                   | IV     | Međužupanijska nogometna liga Slavonski Brod – Požega | 14           | 8.      | 26 | 10  | 6   | 10  | 56  | 61 | 36  |
| 2022./23.                   | V      | Međužupanijska nogometna liga Slavonski Brod – Požega | 14           | 6.      | 26 | 10  | 6   | 9   | 48  | 42 | 36  |

## Klupski uspjesi

### Seniori
- Prvenstva:
  - Grupno prvenstvo nogometnog podsaveza Slavonska Požega: 1963./64.
  - Podsavezna nogometna liga Slavonska Požega: 1964./65.
  - Podsavezna nogometna liga Slavonska Požega: 1969./70.
  - Liga nogometnog saveza područja Slavonska Požega: 1974./75.
  - Liga nogometnog saveza područja Slavonska Požega: 1975./76.
  - Općinska nogometna liga Slavonska Požega: 1987./88.
  - 1. ŽNL Požeško-slavonska: 1996./97. (Požega – Našice)
  - 2. ŽNL Požeško-slavonske: 2008./09.
  - 2. ŽNL Požeško-slavonske: 2014./15.

- Kup:
  - Finale Jugokupa za područje Slavonske Požege 1964./65.: NK Zvečevo Požega – NK Jakšić 4:2
  - Finale Kupa saveza područja Slavonska Požega 1971./72.: NK Slavonija Požega – NK Jakšić 6:0
  - Finale Kupa saveza područja Slavonska Požega 1977./78.: NK Slavonija Požega – NK Jakšić 2:0
  - Finale Županijskog nogometnog kupa 2014./15.: 1. utakmica; NK Jakšić – ŠNK Slavonija 1:7  |  2. utakmica; ŠNK Slavonija – NK Jakšić 3:1

### Mlađe kategorije
- Juniori:
  - Liga nogometnog saveza područja Slavonska Požega: 1976./77.
  - Liga nogometnog saveza područja Slavonska Požega: 1977./78.
  - Općinska nogometna liga saveza Slavonska Požega: 1984./85.
  -  Općinska nogometna liga saveza Slavonska Požega: 1987./88.
  - Turnir prvaka općinskih liga Slavonije i Baranje: 1987./88.
  - 5. HNL – Jug: 1993./94.
  - 2. ŽNL Požeško-slavonske: 2006./07.
  - 2. ŽNL Požeško-slavonske: 2007./08.

- Pioniri:
  - Općinska nogometna liga saveza Slavonska Požega: 1985./86.

- Početnici:
  - Nogometni savez Općine Požega: 1993./94.
  - 1. ŽNL Požeško-slavonske: 2008./09.